# Coenosia angulipunctata
Coenosia angulipunctata este o specie de muște din genul Coenosia, familia Muscidae, descrisă de Xue, Wang și Zhang în anul 1992.
Este endemică în Shanxi. Conform Catalogue of Life specia Coenosia angulipunctata nu are subspecii cunoscute.